# Fontaine de Spili
La fontaine de Spili est une fontaine vénitienne située à Spili, en Crète en Grèce.

## Présentation

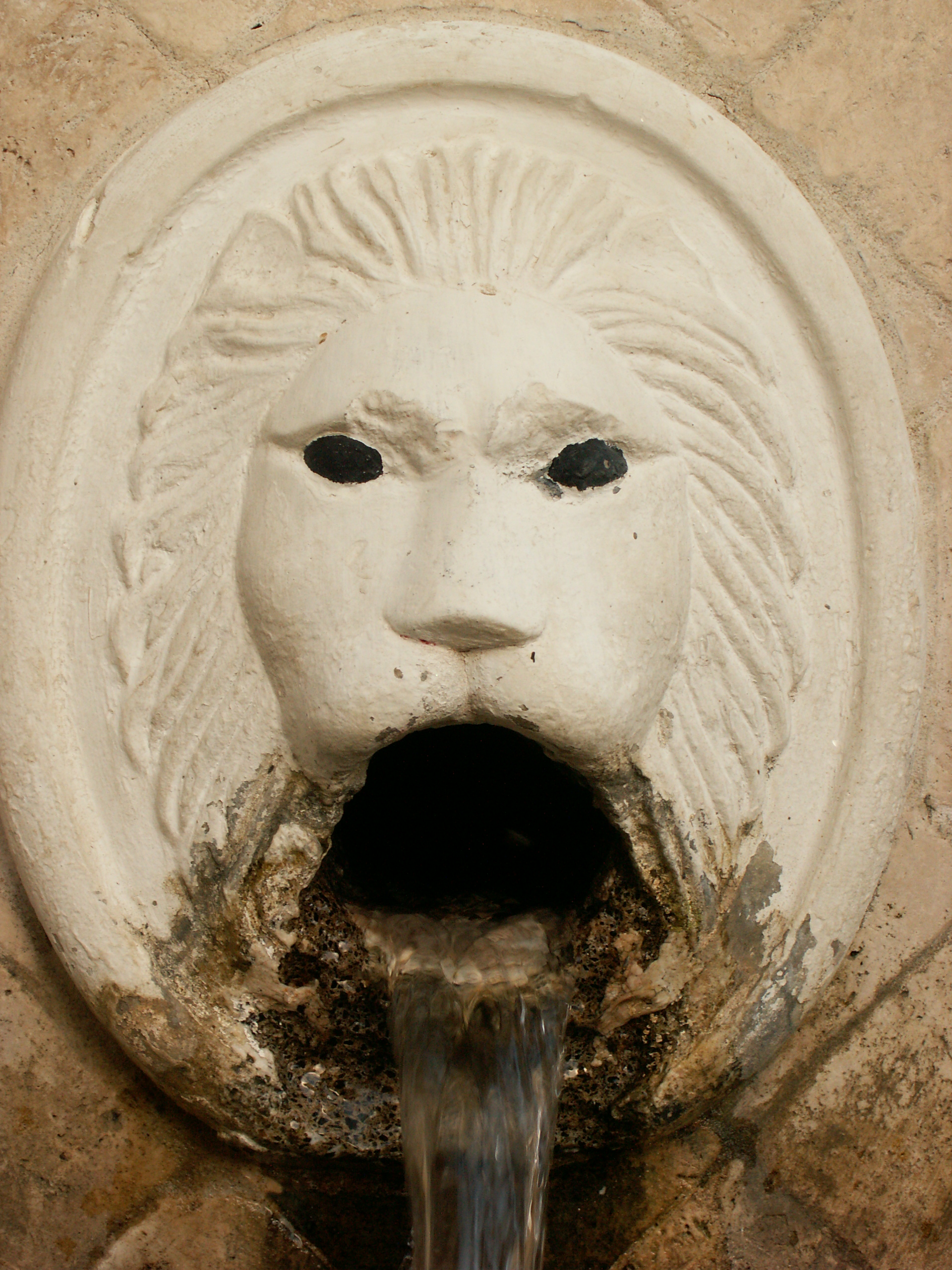
Une des bouches d'eau.

La fontaine est d'époque vénitienne. Elle est constituée de 25 bouches d'eau en tête de lion. 